# Celonites clarus
Celonites clarus är en stekelart som beskrevs av Gusenleitner 1973. Celonites clarus ingår i släktet Celonites och familjen Masaridae. Inga underarter finns listade.